# Inola subtilis
Espèce
Inola subtilis est une espèce d'araignées aranéomorphes de la famille des Pisauridae.

## Distribution
Cette espèce est endémique du Queensland en Australie. Elle se rencontre de Cairns à Goldsborough.

## Description
La carapace de la femelle holotype mesure 4,10 mm de long et l'abdomen 8,30 mm.
La carapace du mâle décrit par Tio et Humphrey en 2010 mesure 3,5 mm de long sur 2,8 mm et l'abdomen 4,4 mm de long sur 1,44 mm.

## Publication originale
- Davies, 1982 : Inola nov. gen., a web-building pisaurid (Araneae: Pisauridae) from northern Australia with descriptions of three species. Memoirs of the Queensland Museum, vol. 20, p. 479-487.